# Víctor Manuel Solano Montaño
Víctor Manuel Solano Montaño (* 1946) ist ein mexikanischer Botschafter.

## Leben
Sein Sohn ist der Botschafter Jorge Mario Montaño Martínez. Víctor Manuel Solano Montaño studierte an der Universidad Nacional Autónoma de México acht Semester internationale Beziehungen. Er trat im August 1970 in den auswärtigen Dienst, wo er als „B“ Kanzler im Konsulat von Laredo akkreditiert wurde.
1982 war Víctor Manuel Solano Montaño Director General des Servicio Exterior (Auswärtigen Dienstes).
Carlos Salinas de Gortari ernannte Víctor Manuel Solano Montaño am 15. August 1990 zum Botschafter bei der Regierung von Robert Mugabein in Simbabwe. Er ließ sich am 10. Dezember 1990 bei der Regierung von Robert Mugabe akkreditieren. Am 31. Januar 1994 wurde die mexikanische Botschaft in Harare geschlossen.
Víctor Manuel Solano Montaño wurde am 26. April 1994 bei der Regierung von Belize akkreditiert.
2000 besuchte die scheidenden Außenministerin Rosario Green den Libanon. Víctor Manuel Solano Montaño residierte in Beirut im Secteur 2, Rue 53, Imm. Mansour 90 Building, Neuvelle Naccache.

## Chevalier de l’Ordre du Cedre
2003 wurde ihm von der Libanesischen Regierung der Zedernorden verliehen.
| Vorgänger                        | Amt                                           | Nachfolger                |
| -------------------------------- | --------------------------------------------- | ------------------------- |
| Eduardo Giles Martínez           | mexikanischer Botschafter in Harare 1990–1994 | —                         |
| Federico Alfonso Urruchúa Durand | mexikanischer Botschafter in Belice 1994–1996 | Enrique Hubbard Urrea     |
| Edgardo Flores Rivas             | mexikanischer Botschafter in Beirut 2000–2002 | Luis Arturo Puente Ortega |